# Gaudreville-la-Rivière
Gaudreville-la-Rivière är en kommun i departementet Eure i regionen Normandie i norra Frankrike. Kommunen ligger i kantonen Conches-en-Ouche som tillhör arrondissementet Évreux. År 2022 hade Gaudreville-la-Rivière 228 invånare.

## Befolkningsutveckling
Antalet invånare i kommunen Gaudreville-la-Rivière
Referens:INSEE